# Walenty Sobolewski (1724–1800)
Walenty Sobolewski z Piętek herbu Ślepowron (ur. 1724, zm. 1800 w Warszawie) – szambelan królewski, kasztelan czerski w 1791 roku, podkomorzy warszawski w 1780 roku, chorąży warszawski w 1778 roku, współzałożyciel Zgromadzenia Przyjaciół Konstytucji Rządowej, szambelan Stanisława Augusta Poniatowskiego w 1765 roku, szambelan Augusta III Sasa w 1762 roku.
Syn Stanisława Sobolewskiego i Moniki Gąsiorowskiej, córki kasztelana inowrocławskiego Macieja Gąsiorowskiego. Brat bliźniak Macieja Leona Sobolewskiego. Ojciec Ignacego i  Macieja, pułkownika wojsk napoleońskich.
Był członkiem Komisji Dobrego Porządku Miasta Starej Warszawy w 1765 roku.
W załączniku do depeszy z 2 października 1767 roku do prezydenta Kolegium Spraw Zagranicznych Imperium Rosyjskiego Nikity Panina, poseł rosyjski Nikołaj Repnin określił go jako posła właściwego dla realizacji rosyjskich planów na sejmie 1767 roku za którego odpowiada król, poseł ziemi liwskiej na sejm 1767 roku. W 1767 roku jako łowczy warszawski i poseł ziemi liwskiej na Sejm Repninowski, wszedł w skład delegacji, wyłonionej pod naciskiem posła rosyjskiego Nikołaja Repnina, powołanej w celu określenia ustroju Rzeczypospolitej. Na Sejmie Rozbiorowym w 1775 roku powołany do Komisji Skarbowej Koronnej. Poseł na sejm 1782 roku z ziemi warszawskiej.
3 marca 1792 roku odznaczony Orderem Orła Białego, wcześniej, 9 lipca 1779 został kawalerem Orderu Świętego Stanisława.